# Cola usambarensis
Cola usambarensis là một loài thực vật có hoa thuộc họ Sterculiaceae.
Loài này chỉ có ở Tanzania.